# La Paz (departement van Entre Ríos)
La Paz is een departement in de Argentijnse provincie Entre Ríos. Het departement (Spaans: departamento) heeft een oppervlakte van 6.500 km² en telt 66.158 inwoners. Analfabetisme is 6% in 2001.

## Plaatsen in departement La Paz
- Alcaraz
- Alcaraz Norte
- Alcaraz Sur
- Bovril
- Colonia Avigdor
- Colonia Carrasco
- Colonia Oficial Nº 3 y 14
- Colonia Oficial Nº 13
- Colonia Viraró
- El Quebracho
- El Solar
- Estaquitas
- La Paz
- La Providencia
- Las Toscas
- Picada Berón
- Piedras Blancas
- Puerto Algarrobo
- San Gustavo
- San Ramírez
- Santa Elena
- Saucesito
- Sir Leonard
- Tacuaras - Ombú
- Tacuaras - Yacaré
- Yeso Oeste